# Сухой Керчик
Сухой Керчик — река в России, протекает в Ростовской области. Устье реки находится в 36,1 км по правому берегу реки Керчик. Длина реки составляет 18 км, площадь водосборного бассейна 88,9 км².

## Данные водного реестра
По данным государственного водного реестра России относится к Донскому бассейновому округу, водохозяйственный участок реки — Дон от впадения реки Северский Донец и до устья, без рек Сал и Маныч, речной подбассейн реки — бассейн притоков Дона ниже впадения Северского Донца. Речной бассейн реки — Дон (российская часть бассейна).
Код объекта в государственном водном реестре — 05010500912107000016017.